# شهرستان هوارد (آیووا)
شهرستان هوارد، آیووا (به انگلیسی: Howard County, Iowa) شهرستانی در ایالات متحده آمریکا است که در آیووا واقع شده‌است.